# Yukon Arctic Ultra
Yukon Arctic Ultra constituie o serie de curse non-stop, de mai multe zile, organizate simultan în Whitehorse, în Yukon (Canada), la începutul lunii februarie. Cursele de maraton și cursele de fond de 100/300/430 de mile (161/483/692 de kilometri) urmează traseul Yukon Quest. Cele mai lungi curse vin în trei discipline: mountain bike, schi fond sau alergare. Cursa este considerată cel mai dur ultramaraton din lume, în timpul căruia temperaturile pot ajunge la -50°, la care se adaugă și intensitatea senzației de frig din cauza vântului. Cursa a fost fondată în 2003 și are loc în fiecare an (cu excepția anului 2010).
Cursa se desfășoară în deplină autonomie. Deși organizatorii oferă ghizi de traseu, există un risc real de degerături, amputații și hipotermie.

## Români participanți la probe ale Yukon Arctic Ultra
Alergătorul de anduranță și ultramaratonistul român Tibi Ușeriu, participând la Yukon Arctic Ultra (în februarie 2020), s-a clasat pe locul al doilea, după un sportiv elvețian, doar aceștia doi reușind să termine cursa.